# Nauru a 2010. évi nyári ifjúsági olimpiai játékokon
Nauru a Szingapúrban megrendezett 2010. évi nyári ifjúsági olimpiai játékok egyik részt vevő nemzete volt. Sportolói 3 sportágban vettek részt:  atlétika,  ökölvívás és súlyemelés.

## Érmesek
| Érem  | Versenyző | Sportág   | Versenyszám | Dátum         |
| ----- | --------- | --------- | ----------- | ------------- |
| Ezüst | Dj Maaki  | Ökölvívás | Fiú, 51 kg  | augusztus 25. |

## Atlétika
Lány
| Lovelite Detenamo | 100 m | 13.04 | 21. qC | DNS   | DNS |
| Thrixeena Akua    | 200 m | 30.27 | 18. qC | 30.08 | 17. |

## Ökölvívás
Fiú
| Versenyző | Versenyszám | Selejtező         | Elődöntő                   | Döntő                                | Helyezés |
| Versenyző | Versenyszám | Ellenfél Eredmény | Ellenfél Eredmény          | Ellenfél Eredmény                    | Helyezés |
| --------- | ----------- | ----------------- | -------------------------- | ------------------------------------ | -------- |
| Dj Maaki  | 51 kg       |                   | Kandel Dowden (GRN) · 5+-5 | Emmanuel Rodríguez (PUR) · K.O. 1:34 |          |

## Súlyemelés
Fiú
| Versenyző           | Versenyszám | Szakítás | Lökés | Összesen | Helyezés |
| ------------------- | ----------- | -------- | ----- | -------- | -------- |
| Elson Brechterfield | 56 kg       | 92       | 117   | 209      | 9.       |

## Fordítás
Ez a szócikk részben vagy egészben  a   Nauru at the 2010 Summer Youth Olympics című angol Wikipédia-szócikk fordításán alapul.  Az eredeti cikk szerkesztőit annak laptörténete sorolja fel. Ez a jelzés csupán a megfogalmazás eredetét és a szerzői jogokat jelzi, nem szolgál a cikkben szereplő információk forrásmegjelöléseként.